# Avon River (Gloucester River)
Der Avon River ist ein Fluss im Osten des australischen Bundesstaates New South Wales.

## Geographie
Der Fluss entspringt an den Vorbergen der Barrington Tops und speist sich im Frühjahr aus der Schneeschmelze. Er fließt durch welliges Hügelland durch die Siedlung ‚’Stratford’’ und erreicht schließlich die Stadt Gloucester, wo er in den Gloucester River mündet.
Das Gloucester County ist zwar in den Sommermonaten oft unglaublich heiß, aber es fällt auch eine jährliche durchschnittliche Regenmenge von 1270 mm. Wenn große Regenmengen in die Wasserläufe abfließen, führt dies oft zu Überschwemmungen im Avon Valley bis nach Gloucester, die manchmal alle Verkehrsverbindungen unterbrechen.

### Nebenflüsse mit Mündungshöhen
- Clear Hill Creek – 144 m
- Dog Trap Creek – 112 m
- Waukivory Creek – 102 m
- Oaky Creek – 96 m
- Mograni Creek – 89 m[1]

## Verwaltung
Der Avon River verläuft in der Local Government Area Gloucester Shire und im Gloucester County.

## Ökologie
2004 ergaben Betrachtungen der Wasserproben, die 1997 von der NSW Environment Protection Authority genommen wurden, eine schlechte Wasserqualität im Fluss. Hohe Nährstoffwerte führten zu starkem Algenbefall. Unterhalb von Stratford kommt es zu Ufererosion und es wurden exotische Pflanzen eingeschleppt, die sich jetzt als Unkraut ausbreiten.